# 사령 (귀신)

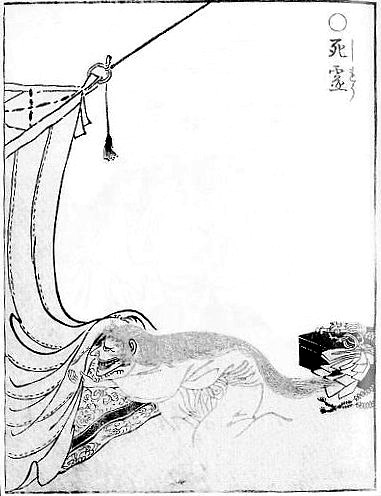
《화도 백귀야행》의 〈사령〉.

사령(死霊 시료우[*])은 일본 민속에서 죽은 자의 영혼이다. 생령의 반대어로도 쓰인다.
사령과 관련된 이야기는 일본 고전 문학과 민속 자료에 많이 남아 있으며, 그 양태도 다양하다. 《고지엔》에 따르면 사령이란 사람에게 붙어서 재앙을 내리는 귀신으로 설명되어 있지만, 자기를 죽인 자를 쫓아다니거나 죽은 장소를 헤매거나 죽은 직후에 친했던 사람에게 나타나 인사를 하거나, 더 나아가 친한 사람을 죽이고 함께 저승으로 데려가는 이야기도 있다.
《토오노모노가타리》에는 딸과 단둘이 살던 아버지가 죽은 뒤, 그 사령이 딸의 앞에 나타나 딸을 납치해간 이야기가 있다. 친척이나 친구들이 와서 말렸지만, 그래도 아버지의 사령은 딸을 끌고 가버렸고, 한 달이 지나도 나타나지 않았다고 한다.

## 같이 보기
- 타마야